# Nicotiana cordifolia
Nicotiana cordifolia är en potatisväxtart. Nicotiana cordifolia ingår i släktet tobak, och familjen potatisväxter.

## Underarter
Arten delas in i följande underarter:
- N. c. cordifolia
- N. c. sanctaclarae